# ウェストン (フロリダ州)
ウェストン（Weston）は、アメリカ合衆国フロリダ州のブロワード郡にある都市。人口は6万8107人（2020年）。フォートローダーデールの西20キロメートルに位置している。

## 概要
1980年代にシカゴの不動産ディベロッパーによって開発されたニュータウンである。1996年に法人化し「ウェストン市」が誕生した。市域の北と西は湿地エバーグレーズであり、開発は制限されている。州間高速道路75号線が東西に通る。
2020年アメリカ合衆国国勢調査によれば、ウェストンの人口の約55パーセントはヒスパニックだった。富裕層の住民が多い。

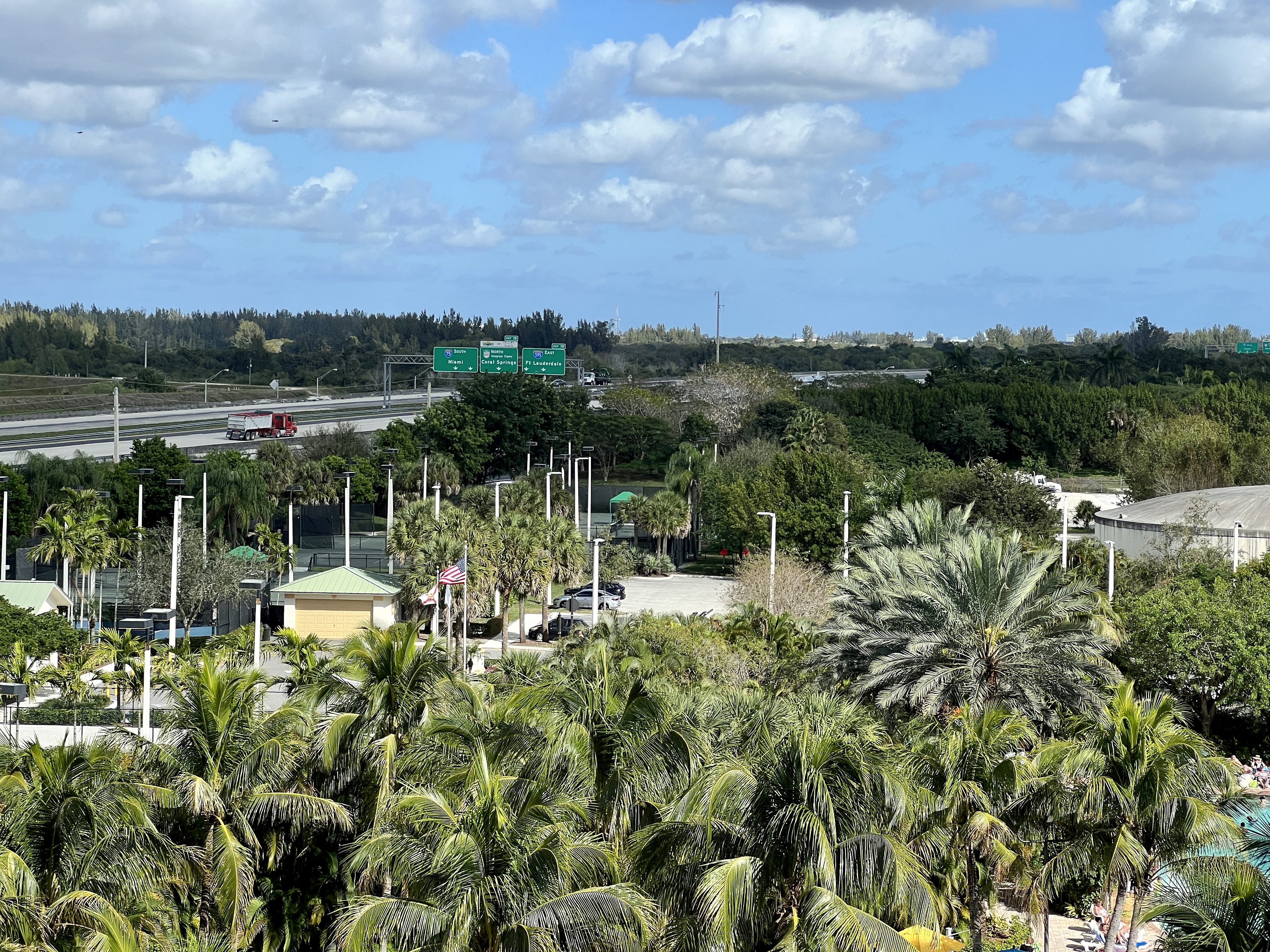
I-75とウェストン・テニスクラブ

## 関係者
- ニーナ・アンサロフ：格闘家
- サミ・ゲイル：女優
- ビリー・ミッチェル：ゲーマー
- デビー・ワッサーマン・シュルツ：政治家